# San Vicente (Apaseo el Alto)
San Vicente es una localidad del estado mexicano de Guanajuato. Es parte del municipio de Apaseo el Alto.

## Toponimia
El nombre «San Vicente» hace referencia al santo patrono de la localidad: Vicente de Huesca.

## Demografía
| Gráfica de evolución demográfica |
|                                  |

| Censo | Población |
| ----- | --------- |
| 1900  | 73        |
| 1910  | —         |
| 1921  | 41        |
| 1930  | 47        |
| 1940  | 24        |
| 1950  | 90        |
| 1960  | 147       |
| 1970  | 249       |
| 1980  | 352       |
| 1990  | 516       |
| 2000  | 670       |
| 2010  | 866       |
| 2020  | 1 051     |